# Asis Madaminow
Asis Alimdschanowitsch Madaminow (kirgisisch Азиз Алимжанович Мадаминов, englische Transkription: Aziz Madaminov; * 1. Januar oder 3. März 1993 in Bischkek) ist ein kirgisischer Billardspieler, der in der Billardvariante Russisches Billard antritt.
Er wurde zweimal WM-Dritter, 2016 in der Disziplin Kombinierte Pyramide und 2019 in der Freien Pyramide.

## Karriere
Im Februar 2011 nahm Madaminow erstmals an einer Weltmeisterschaft teil. Bei der Kombinierte-Pyramide-WM gewann er sein Auftaktspiel gegen Dmitri Kirillow und schied anschließend nach Niederlagen gegen Älichan Qaranejew und Maissei Atabajew in der Vorrunde aus. Im selben Jahr schied er auch bei der Jugendweltmeisterschaft und mehreren größeren Turnieren frühzeitig aus. Sein bestes Ergebnis erzielte er beim Gouverneurspokal in Uljanowsk, bei dem er ins Viertelfinale gelangte. Im Oktober 2011 gewann er bei der kirgisischen Meisterschaft in der Freien Pyramide die Bronzemedaille.
2012 war Madaminow in allen drei Disziplinen bei den Weltmeisterschaften dabei. Nachdem er in der Kombinierten Pyramide die Runde der letzten 64 erreicht hatte und in der Freien Pyramide sieglos in der Vorrunde gescheitert war, erreichte er am Jahresende in der Dynamischen Pyramide das Sechzehntelfinale, in dem er nur knapp dem Ukrainer Pawlo Radionow (4:5) unterlag. Bei weiteren Turnieren des Jahres schied er zumeist frühzeitig aus, am besten schnitt er beim Auftaktturnier der Prince Open (Letzte 32) und beim Kremlin Cup (Letzte 64) ab.
In den folgenden Jahren spielte Madaminow nur wenige Turniere und blieb dabei erfolglos. So scheiterte er 2014 in der Qualifikation zur Kombinierte-Pyramide-WM in Tscholponata und schied beim Kremlin Cup 2014 bereits in der Runde der letzten 128 aus.
In das Jahr 2015 startete Madaminow erfolgreicher. Beim Auftaktturnier erreichte er mit dem Achtelfinale sein bis dahin bestes Ergebnis im Kombinierte-Pyramide-Weltcup. Im weiteren Verlauf des Jahres gelangte er beim Savvidi Cup und beim Kremlin Cup in die Runde der letzten 32 und schied beim Weltcupfinale in der Vorrunde aus.
Nachdem er mehr als drei Jahre lang an keiner Weltmeisterschaft teilgenommen hatte, erzielte er im April 2016 bei der Kombinierte-Pyramide-WM sein bis dahin bestes Ergebnis. Zuvor war er nie über das Sechzehntelfinale hinaus gekommen, nun zog er, nachdem er unter anderem Oleg Jerkulew und Dastan Lepschakow besiegt hatte, ins Halbfinale ein, in dem er dem späteren Weltmeister Aleksandr Sidorov nur knapp mit 5:6 unterlag. Wenig später gewann er auch im Weltcup seine erste Medaille, als er das Halbfinale erreichte und dort gegen den späteren Turniersieger Serghei Krîjanovski (4:5) verlor. Nachdem er beim Moskauer Bürgermeisterpokal und beim Savvidi Cup erneut frühzeitig ausgeschieden war, erreichte er bei der Dynamische-Pyramide-WM 2016 in seiner Heimatstadt Bischkek die Runde der letzten 32. Beim Kremlin Cup 2016 folgte eine Auftaktniederlage. Bei der Freie-Pyramide-WM 2016 erreichte er das Achtelfinale, in dem er gegen Nikita Liwada verlor. Am Jahresende schied er beim Weltcupfinale in der Runde der letzten 32 gegen den amtierenden Weltmeister Leonid Schwyrjajew aus.
Anfang 2017 erreichte Madaminow bei der Kombinierte-Pyramide-WM das Viertelfinale und unterlag dort Pawel Plotnikow. Im Sommer 2017 gewann er durch Finalsiege gegen Aleksandr Sidorov und Wladyslaw Kossohow zwei Turniere der Turnierserie Legend Cup. Im September zog er beim Kremlin Cup erstmals ins Halbfinale ein, in dem er dem späteren Turniersieger Aleksandr Sidorov unterlag. Nach einer Erstrundenniederlage beim Savvidi Cup gelangte er beim Lemajew-Pokal ins Finale, in dem er dem Russen Sergei Goryslawez nur knapp mit 5:6 unterlag, wobei ihm im Entscheidungsspiel nur zwei Punkte zum Sieg gefehlt hatten. Am Jahresende schied er beim Weltcupfinale und beim Swojaka-Pokal frühzeitig aus.
2018 erreichte Madaminow beim Bürgermeisterpokal in Kaliningrad das Viertelfinale und gelangte beim Weltcupauftakt sowie beim Savvidi Cup und beim Weltcupfinale ins Achtelfinale. Beim Kremlin Cup 2018 schied er hingegen bereits in der Runde der letzten 128 aus. Im November 2018 erreichte er bei der Freie-Pyramide-WM das Viertelfinale, in dem er seinem Landsmann Dastan Lepschakow unterlag.
Anfang 2019 schied er bei der Kombinierte-Pyramide-WM im Achtelfinale gegen Semjon Saizew aus. In der darauffolgenden Woche kam er beim Weltcup in derselben Disziplin ins Viertelfinale und unterlag dem Usbeken Shahzod Mamirov. Wenig später gewann er durch Finalsiege gegen Wladislaw Osminin (4:2) und Serghei Krîjanovski (4:3) zwei Turniere des Legend Cup und gelangte beim Finalturnier der Serie ins Halbfinale, in dem er dem späteren Turniersieger Alexei Schoschin unterlag. Nachdem er beim Moskauer Bürgermeisterpokal frühzeitig ausgeschieden war, gewann er im Juni seine dritte Weltcupmedaille, als er ins Halbfinale gelangte, in dem er dem amtierenden Weltmeister Iossif Abramow unterlag. Zwei Monate danach zog er auch bei der Freie-Pyramide-WM in Tscholponata ins Halbfinale ein und unterlag nur knapp dem Aserbaidschaner Seymur Məmmədov (4:5). Wenig später erreichte er bei den Chechen Open das Halbfinale und beim Kremlin Cup das Sechzehntelfinale. Im Oktober 2019 zog er beim Savvidi Cup ins Finale ein, in dem er gegen Serghei Krîjanovski mit 3:5 verlor. Nach einem Vorrundenaus beim Lemajew-Pokal erreichte er zum Jahresende beim Trestfom-Pokal das Halbfinale und beim Minsk Cup das Viertelfinale.
Im März 2020 nahm Madaminow erstmals am Champions Cup teil. Bei dem aufgrund der COVID-19-Pandemie unterbrochenen Turnier zog er nach Siegen gegen Nikita Wolodin, Waleryj Tschyschou und Diana Mironowa schließlich im Juli ins Finale, in dem er dem Russen Iossif Abramow mit 0:7 unterlag. Im November 2020 gewann er durch einen 6:4-Finalsieg gegen Jelissei Anufrijew den Trestfom-Pokal. Daneben nahm er 2020 an neun Turnieren der Legend-Cup-Serie teil, wovon er dreimal gewann, zweimal Zweiter und zweimal Dritter wurde.

## Erfolge
| Ergebnis | Jahr   | Turnier             | Finalgegner         | Endstand |
| -------- | ------ | ------------------- | ------------------- | -------- |
| Sieger   | 2017/2 | Legend Cup          | Aleksandr Sidorov   | 3:2      |
| Sieger   | 2017/3 | Legend Cup          | Wladyslaw Kossohow  | 3:2      |
| Finalist | 2017   | Lemajew-Pokal       | Sergei Goryslawez   | 5:6      |
| Sieger   | 2019/2 | Legend Cup          | Wladislaw Osminin   | 4:2      |
| Sieger   | 2019/3 | Legend Cup          | Serghei Krîjanovski | 4:3      |
| Finalist | 2019   | Savvidi Cup         | Serghei Krîjanovski | 3:5      |
| Finalist | 2020   | Champions Cup       | Iossif Abramow      | 0:7      |
| Finalist | 2020/1 | Legend Cup          | Iossif Abramow      | 3:4      |
| Sieger   | 2020/2 | Legend Cup – Corona | Jelissei Anufrijew  | 5:2      |
| Sieger   | 2020/2 | Legend Cup          | Ilja Strokow        | 4:0      |
| Sieger   | 2020/5 | Legend Cup – Corona | Pawel Mechowow      | 4:3      |
| Sieger   | 2020   | Trestfom-Pokal      | Jelissei Anufrijew  | 6:4      |
| Finalist | 2020/6 | Legend Cup – Corona | Iossif Abramow      | 3:5      |

## Teilnahmen an Weltmeisterschaften
| Disziplin            | 2011  | 2012 | 2013 | 2014 | 2015 | 2016 | 2017  | 2018  | 2019  | 2020  |
| -------------------- | ----- | ---- | ---- | ---- | ---- | ---- | ----- | ----- | ----- | ----- |
| Freie Pyramide       | –     | R    | –    | –    | –    | A    | n. a. | V     | H     | n. a. |
| Dynamische Pyramide  | n. a. | L32  | –    | –    | –    | L32  | n. a. | –     | n. a. | n. a. |
| Kombinierte Pyramide | R     | L64  | –    | –    | –    | H    | V     | n. a. | A     | n. a. |
| Quelle:              |       |      |      |      |      |      |       |       |       |       |

| Legende | Legende                               |
| ------- | ------------------------------------- |
| S       | Sieger                                |
| F       | Finalist                              |
| HF / H  | Halbfinalist                          |
| VF / V  | Viertelfinalist                       |
| AF / A  | Achtelfinalist                        |
| LX      | Niederlage in der Runde der letzten X |
| R2      | Niederlage in Runde 2                 |
| R       | Vorrundenaus/Niederlage in Runde 1    |
| –       | nicht teilgenommen                    |
| n. a.   | nicht ausgetragen                     |